# SpaceBok
SpaceBok é um robô quadrúpede projetado e construído por uma equipe suíça da ETH Zurich e da ZHAW Zurich. O robô foi projetado para operar em corpos de baixa gravidade como a Lua ou asteróides. SpaceBok em vez da caminhada estática, em que pelo menos três pernas permanecem no solo o tempo todo, ele faz a caminhada dinâmica permite andar e vôos durante os quais todas as pernas permanecem fora do solo.